# Lino Gómez Canedo
Lino Gómez Canedo, O.F.M., (Coiro, Laracha, La Coruña, 1908 - Ciudad de México, 24 de diciembre de 1990), historiador, escritor y religioso franciscano español. 
Hijo de labradores, vistió el hábito franciscano en el Convento de San Diego de Canedo (Puenteareas) en agosto de 1923 y posteriormente estudió filosofía en el Convento de Nuestra Señora de Vistahermosa (Orense) y teología en San Francisco de Santiago de Compostela, donde profesó el 25 de junio de 1929 y fue ordenado sacerdote en junio de 1931.
Desde su época de estudiante nació en él la vocación de historiador, disciplina en la que incursionaría bajo la orientación de fray Atanasio López Fernández. En 1933 viajó a Roma donde se licenció en Historia Eclesiástica, lo que le serviría para incorporarse a la Academia Americana de la Historia, con sede en Washington D. C., donde trabajó durante varias décadas. 
El padre Gómez Canedo era un incansable hombre de letras y de palabras que, al compás de sus quehaceres clericales, empleó toda su vida para hurgar en esos legajos eclesiástico-historiográficos que hoy se encuentran repartidos por las diversas bibliotecas e instituciones culturales de nuestra geografía y las de los continentes americano y asiático, dejando un numerosísimo legado histórico de incalculable valor documental. Murió en Ciudad de México el 24 de diciembre de 1990.